# Брумфилд (Колорадо)
Брумфилд (енгл. Broomfield) град је у америчкој савезној држави Колорадо.

## Демографија
По попису из 2010. године број становника је 55.889, што је 17.617 (46,0%) становника више него 2000. године.
| Група             | 2000.          | 2010.          |
| Белци             | 32.023 (83,7%) | 44.358 (79,4%) |
| Афроамериканци    | 352 (0,9%)     | 587 (1,1%)     |
| Азијати           | 1.585 (4,1%)   | 3.407 (6,1%)   |
| Хиспаноамериканци | 3.471 (9,1%)   | 6.216 (11,1%)  |
| Укупно            | 38.272         | 55.889         |